# Ursula Röthlisberger

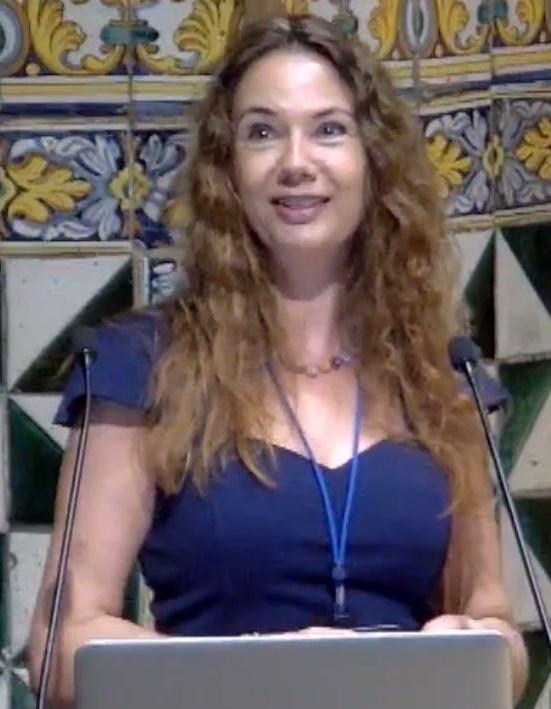
Ursula Röthlisberger an der 11th European Conference on Theoretical and Computational Chemistry

Ursula Röthlisberger (geboren 1964 in Solothurn) ist eine Professorin für computergestützte Chemie oder Chemoinformatik an der École Polytechnique Fédérale de Lausanne. Sie arbeitet an der Dichtefunktionaltheorie unter Berücksichtigung von quantenmechanischer sowie molekularmechanischer Methoden. Sie ist Mitherausgeberin des American Chemical Society Journal of Chemical Theory and Computation und Mitglied der American Association for the Advancement of Science.

## Leben und Ausbildung
Röthlisberger studierte physikalische Chemie an der Universität Bern. Ihr Diplom erwarb sie 1988 unter der Leitung von Ernst Schumacher. Sie arbeitete als Doktorandin bei Wanda Andreoni bei der IBM Forschung – Zürich. Ihre Dissertation schrieb sie in Zusammenarbeit mit Wanda Andreoni und trat in Folge bis 1992 ihre Postdoc-Stelle bei IBM Zürich an. Röthlisberger wechselte danach an die University of Pennsylvania, um mit Michael L. Klein zusammenzuarbeiten. 1995 zog sie nach Deutschland, um im Labor von Michele Parrinello am Max-Planck-Institut für Festkörperforschung zu arbeiten. Gemeinsam untersuchten sie mit der Car-Parrinello-Methode nanoskalige Siliziumcluster.

## Forschung und Karriere
Röthlisberger wurde 1996 als Assistenzprofessorin an die ETH Zürich berufen. 2001 erhielt sie als erste Frau den Ruzicka-Preis der Eidgenössischen Technischen Hochschule Zürich. 2002 trat sie als ausserordentliche Professorin in die École Polytechnique Fédérale de Lausanne ein und wurde 2009 zur ordentlichen Professorin ernannt. 2005 wurde sie als erste Frau mit der Dirac-Medaille der World Association of Theoretical and Computational Chemists ausgezeichnet.
Röthlisberger arbeitet an der Dichtefunktionaltheorie und erweitert die Car-Parrinello-Methode um QM/MM-Simulationen in einem Code namens CPMD. QM/MM-Systeme behandeln den elektronisch aktiven Teil einer Molekülstruktur als quantenmechanisches System, während der Rest des Moleküls klassisch mit Hilfe der Molekularmechanik behandelt wird. Sie verwendet ihre hybriden Car-Parrinello-Systeme zur Untersuchung enzymatischer Reaktionen, um biomimetische Verbindungen zu entwerfen. Röthlisberger hat QM/MM auch auf Übergänge vom Grundzustand in den angeregten Zustand ausgedehnt, wodurch es möglich wird, die photoinduzierte Ladungstrennung und den Elektronentransfer vorherzusagen. Sie arbeitet auch an ab-initio-Simulationen biologischer Systeme und hat die Van-der-Waals-Wechselwirkungen von Makromolekülen zur Dichtefunktionaltheorie hinzugefügt. Sie hat ihre Simulationen für verschiedene Anwendungen eingesetzt, unter anderem für das Design neuer Materialien für die Photovoltaik und die Erforschung der Wirkmechanismen der Chemotherapie. Im Jahr 2017 hat sie gezeigt, dass die Einnahme von Auranofin während der Einnahme von RAPTA-T die Aktivität des Krebsmedikaments erhöht.
Sie unterrichtet Klassen in Monte-Carlo-Simulationen und Molekulardynamik.

### Mentoring und Engagement
Röthlisberger unterstützt junge Wissenschaftlerinnen und engagiert sich für das Mentoring von Nachwuchsforscherinnen. Weiter hat sie einen Beitrag zum Buch Eine Reise in die Zeit in Zehnerpotenzen geschrieben. Sie beschäftigt sich mit wissenschaftlicher Kunst, die regelmässig in den Zeitschriften, in denen sie publiziert, Verwendung findet.

## Auszeichnungen
- 2001 Ruzicka-Preis der Eidgenössischen Technischen Hochschule in Zürich[3]
- 2004 Dirac-Medaille der World Association of Theoretical and Computational Chemists[6]
- 2015 Vortragspreis der Europäischen Chemischen Gesellschaft (EuChemS)[8]
- 2015 Mitglied der Internationalen Akademie für Quantenmolekularwissenschaft[15]
- 2016 Die Schweizer Stiftung für den Doron-Preis[16]
- 2018 American Association for the Advancement of Science Mitglied[17]